# Undezime
Als Undezime (v. lateinisch undecimus: „der elfte“) bezeichnet man in der Musik ein Intervall, das sich aus Oktave und Quarte zusammensetzt und damit elf Tonstufen einer diatonischen, heptatonischen Tonleiter umspannt (z. B. c–f1). Das Frequenzverhältnis zwischen einer reinen Undezime und ihrem Grundton liegt bei 8/3.
Notenbeispiel: Undezimintervalle
Die (reine) Undezime (a) umfasst siebzehn Halbtonschritte. Im Kontrapunkt und im harmonischen Satz sind Undezimen normalerweise wie Quarten zu behandeln.
In der Jazzharmonik fällt der Undezime als fünfter Terz über dem Grundton (b) eine besondere Rolle zu, sie wird in der Akkordsymbolik mit „11“ beziffert.
Im Zusammenhang mit der Partialtonreihe, z. B. bei Orgelregistern, wird der 11. Partialton als Undezime bezeichnet. Diese Undezime hat zur nächsttieferen Oktave ein Frequenzverhältnis von 11:8.